# Trzebcz Szlachecki (gromada)
Trzebcz Szlachecki – dawna gromada, czyli najmniejsza jednostka podziału terytorialnego Polskiej Rzeczypospolitej Ludowej w latach 1954–1972.
Gromady, z gromadzkimi radami narodowymi (GRN) jako organami władzy najniższego stopnia na wsi, funkcjonowały od reformy reorganizującej administrację wiejską przeprowadzonej jesienią 1954 do momentu ich zniesienia z dniem 1 stycznia 1973, tym samym wypierając organizację gminną w latach 1954–1972.
Gromadę Trzebcz Szlachecki z siedzibą GRN w Trzebczu Szlacheckim utworzono – jako jedną z 8759 gromad na obszarze Polski – w powiecie chełmińskim w woj. bydgoskim, na mocy uchwały nr 24/4 WRN w Bydgoszczy z dnia 5 października 1954. W skład jednostki weszły obszary dotychczasowych gromad Trzebcz Szlachecki, Trzebcz Królewski i Trzebczyk ze zniesionej gminy Kijewo Królewskie w tymże powiecie. Dla gromady ustalono 23 członków gromadzkiej rady narodowej.
Według stanu na rok 1966 gromada obejmowała powierzchnię 24,3 km² i zamieszkana była przez 1733 mieszkańców. W jej skład wchodziły następujące sołectwa: Bajerze (wraz z wsiami Trzebczyk i Bągart), Trzebcz Królewski, Trzebcz Szlachecki (wraz z wsiami Marianki i Zofijki).
1 stycznia 1972 gromadę Trzebcz Szlachecki połączono z gromadą Kijewo Królewskie, tworząc z ich obszarów gromadę Kijewo Królewskie z siedzibą Gromadzkiej Rady Narodowej w Kijewie Król. w tymże powiecie (de facto gromadę Trzebcz Szlachecki zniesiono, włączając jej obszar do gromady Kijewo Królewskie).